# Qüestió de noms
Qüestió de noms és el títol d'un opuscle publicat per l'escriptor suecà Joan Fuster el 1962. Es tracta d'un assaig on es teoritza sobre el nom que hauria de tenir la totalitat territorial de la nació catalana, així com els diferents territoris que la integren. Va ser publicat en Edicions d'Aportació Catalana, una petita editorial fundada amb el suport del mateix Fuster, dins la col·lecció Entre tots ho farem.

## Teoria dels noms
Per a Fuster, la qüestió del nom de la llengua i el grup nacional no havia estat originalment cap problema, en l'etapa fundacional dels «regnes» respectius, al segle xiii, els habitants no eren sinó «catalans» —catalans del Principat— trasplantats als nous territoris. Potseriorment, al llarg de la història les trajectories polítiques, socials i econòmiques de cadascun anaren generant particularismes, malgrat que també es mantingué una vinculació elemental. Davant la temptació localista, en l'etapa de recuperació nacional Fuster propugna l'ús del terme Països Catalans, que considera més apte que el de Catalunya Gran o Gran Catalunya, i el qual, pel fet de tractar-se d'un plural, sostenia que salvava i acollia provisionalment les persistències dels particularismes tradicionals:
| « | Més apta que la forma "Gran Catalunya" o "Catalunya Gran" és la de "Països de Llengua Catalana". I millor encara, la de "Països Catalans", que tant s'ha estès en els últims deu anys, i que amb això mateix ha fet la prova de la seva viabilitat. Països Catalans té, en primer lloc, l'avantatge de la concisió i de la "normalitat". En té, de més a més, un altre, que provisionalment salva i acull les persistències dels particularismes tradicionals: és un plural. | » |

Aquesta proposta volia representar un pas provisional previ a l'adopció generalitzada del nom Catalunya per designar la totalitat de la nació catalana, quan aquesta hagués aconseguit l'autogovern i hagués recuperat els drets històrics que li pertanyen. Calia, doncs, reservar el nom per a la totalitat de la nació i fer servir la denominació Principat de Catalunya per referir-se a la Catalunya estricta:
| « | Potser –si més no és el meu punt de vista–, l'ideal fóra adoptar, no ja la forma "Catalunya Gran", sinó senzillament Catalunya, per designar les nostres terres. Ara bé: aquesta aspiració ha d'ajornar-se sine die. Podem preparar les condicions materials i morals perquè un dia sigui ja factible. I és per això que en certs moments caldria recomanar una cautela esmolada en l'ús de la paraula "Catalunya". Hauríem de fer els majors esforços per reservar-li en el futur aquella amplitud integral. És per aquesta raó que convé emprar sistemàticament la denominació "el Principat" per referir-nos a la Catalunya estricta: Principat o, si es vol, "Catalunya estricta" justament. | » |

Fuster, malgrat tot, sempre va tenir present en la seva idea de la construcció nacional catalana, que no tot el territori dels Països Catalans era ni havia estat sempre catalanoparlant. L'interior del País Valencià i el Baix Segura es convertien així en un problema greu que calia solucionar.

Per altra banda Fuster mai va negar l'existència d'una pluralitat dins del que considerava una unitat de poble. 
Negar que, dins la nostra radical «unitat de poble», no existeixen uns matisos regionals de perfil decidit, seria estúpid i suïcida. La història i les estructures socioeconòmiques ens han marcat, fins avui, amb un «caràcter» local lleugerament distint. La «unitat» que som abraça i tolera una pluralitat perceptible. És lògic que el nom que pretenem imposar-nos reflecteixi aquesta pluralitat alhora que afirmi i afermi la nostra unitat. Per això Països Catalans és el terme més oportú que hi podríem trobar. Estic persuadit que no sols és el més oportú: crec que és l'únic que, en les nostres circums-tàncies actuals, pot servir-nos.